# Список заслуженных артистов Российской Федерации 1994 года
Ниже приведён полный список заслуженных артистов Российской Федерации (395 человек) получивших звание в 1994 году.
Жирным шрифтом выделены артисты, ставшие позднее народными артистами РФ.

## 6 января 1994 — Указ № 1994,0038[1]
- Александров Александр Сергеевич — Артист Санкт-Петербургского государственного драматического театра «На Литейном»
- Белякович Сергей Романович — Артист Московского театра на Юго-Западе
- Борисов Лев Иванович — Артист Московского международного театрального центра имени М. Н. Ермоловой
- Каташева Наталья Сергеевна — Артистка Московского театра «Современник»
- Кравинский Евгений Анатольевич — Артист Московского еврейского театра «Шалом»
- Куров Анатолий Павлович — Артист Рыбинского муниципального драматического театра Ярославской области

## 12 января 1994 — Указ № 1994,0113[2]
- Бакитко Владимир Николаевич — Солист Алтайской государственной краевой филармонии
- Горобец Руслан Борисович — Музыкальный руководитель ансамбля «Рецитал» А. Б. Пугачевой, город Москва
- Зелёный Виктор Павлович — Заведующий кафедрой Красноярского государственного института искусств
- Козловский Михаил Иванович — Солист балета Самарского академического театра оперы и балета

## 12 января 1994 — Указ № 1994,0117[3]
- Гузеева Лариса Андреевна — Артистка Санкт-Петербургской киностудии «Ленфильм»
- Добряков Игорь Георгиевич — Артист Санкт-Петербургской киностудии «Ленфильм»
- Завьялова Александра Семёновна — Артистка Санкт-Петербургской киностудии «Ленфильм»
- Кузьмин Николай Алексеевич — Артист Санкт-Петербургской киностудии «Ленфильм»
- Полежаев Сергей Александрович — Артист Санкт-Петербургской киностудии «Ленфильм»
- Титова Вера Алексеевна — Артистка Санкт-Петербургской киностудии «Ленфильм»
- Шевель Людмила Николаевна — Артистка Санкт-Петербургской киностудии «Ленфильм»

## 12 января 1994 — Указ № 1994,0128[4]
- Бирман Михаил Михайлович — Художественный руководитель, генеральный директор Тюменской региональной концертной компании «Тюменьконцерт»
- Вахрушева Людмила Петровна — Доцент Красноярского государственного института искусств
- Гарин Андрей Фабианович — Преподаватель эстрадного филиала Высшего государственного музыкального училища имени Гнесиных, город Москва
- Гольдапель Михаил Александрович — Артист оркестра Иркутского музыкального театра
- Кальман Феликс Гинелевич — Заведующий кафедрой Дальневосточного государственного института искусств, Приморский край
- Литвиненко Анна Павловна — Солистка Московского государственного концертного объединения «Москонцерт»
- Миронов Александр Викторович — Артист Читинской областной филармонии
- Петрушанский Борис Всеволодович — Солист Московской государственной филармонии
- Радюкин Вадим Михайлович — Артист Читинской областной филармонии
- Рудин Олег Игоревич — Солист оркестра Екатеринбургского государственного академического театра оперы и балета
- Спиридонов Юрий Михайлович — Концертмейстер симфонического оркестра Ростовской областной филармонии

## 12 февраля 1994 — Указ № 1994,0291[5]
- Бедова Татьяна Александровна — Артистка Санкт-Петербургского академического Большого драматического театра имени Г. А. Товстоногова
- Заблудовский Изиль Захарович — Артист Санкт-Петербургского академического Большого драматического театра имени Г. А. Товстоногова
- Романцов Александр Иванович — Артист Санкт-Петербургского академического Большого драматического театра имени Г. А. Товстоногова
- Тарасова Татьяна Алексеевна — Артистка Санкт-Петербургского академического Большого драматического театра имени Г. А. Товстоногова

## 18 февраля 1994 — Указ № 1994,0341[6]
- Абрамов Олег Борисович — Артист Московского областного государственного Камерного театра
- Еремеев Сергей Сергеевич — Артист Государственного академического Малого театра России, город Москва
- Иноземцева Галина Владимировна — Артистка Астраханского театра юного зрителя
- Калинин Валерий Викторович — Артист Архангельского областного театра драмы имени М. В. Ломоносова
- Колосов, Валерий Сергеевич — Артист Архангельского областного театра драмы имени М. В. Ломоносова
- Корженков Александр Васильевич — Артист Российского государственного театра «Сатирикон» имени Аркадия Райкина, город Москва
- Лазарев Юрий Сергеевич — Артист Санкт-Петербургского государственного академического театра комедии имени Н. П. Акимова

## 18 февраля 1994 — Указ № 1994,0342[7]
- Иконен Татьяна Васильевна — Артистка Магаданского государственного драматического театра
- Митник Леонид Михайлович — Артист Рязанского государственного областного театра драмы
- Нагогин Анатолий Владимирович — Артист Пермского областного драматического театра
- Парасич Николай Петрович — Главный режиссёр Смоленского областного Камерного театра
- Савина Клавдия Александровна — Артистка Лысьвенского муниципального драматического театра Пермской области
- Саломатова Галина Вениаминовна — Артистка Минусинского драматического театра, Красноярский край
- Славский Александр Петрович — Артист Приморского краевого драматического театра имени М.Горького

## 18 февраля 1994 — Указ № 1994,0343[8]
- Бутушин Сергей Иванович — Артист Государственного академического русского народного оркестра имени Н. П. Осипова
- Горобцов Михаил Анатольевич — Солист Государственного академического русского народного оркестра имени Н. П. Осипова
- Данильян Светлана Андреевна — Артистка Государственного академического русского народного оркестра имени Н. П. Осипова
- Догадова Алла Викторовна — Артистка Государственного академического русского народного оркестра имени Н. П. Осипова
- Капитонов Вениамин Михайлович — Дирижёр Государственной академической хоровой капеллы России имени А. А. Юрлова
- Краснова Галина Сергеевна — Солистка Государственного академического русского народного хора имени М. Е. Пятницкого
- Никора Борис Иванович — Артист Государственного Оренбургского русского народного хора
- Поляков Олег Вениаминович — Артист Государственной академической хоровой капеллы России имени А. А. Юрлова
- Попов Александр Николаевич — Артист оркестра Государственного академического русского народного хора имени М. Е. Пятницкого
- Реснянский Павел Игоревич — Артист Уральского государственного русского народного хора, Свердловская область
- Тишков Сергей Владимирович — Артист Государственного Оренбургского русского народного хора
- Черных Валерий Иванович — Солист Государственного академического русского народного оркестра имени Н. П. Осипова
- Ястребов Александр Васильевич — Артист Уральского государственного русского народного хора, Свердловская область

## 28 февраля 1989 — Указ № 1994,0422[9]
- Титенко Валерий Фёдорович — Артист театра оперетты Кузбасса
- Яровая Нина Александровна — Артистка театра оперетты Кузбасса
- Черноусова (Семененко) Нина Николаевна — Артистка театра оперетты Кузбасса

## 14 марта 1994 — Указ № 1994,0475[10]
- Грачёва Надежда Александровна — Артистка балета Государственного академического Большого театра России
- Степаненко Галина Олеговна — Артистка балета Государственного академического Большого театра России

## 14 марта 1994 — Указ № 1994,0503[11]
- Калашник Евгений Андреевич — Артист Новосибирского театра юного зрителя
- Катунов Александр Григорьевич — Артист Краснодарского государственного театра драмы
- Петров Анатолий Владимирович — Артист Санкт-Петербургского государственного Молодежного театра на Фонтанке
- Тайманова Любовь Александровна — Преподаватель детской школы искусств, город Санкт-Петербург
- Ширманов Виктор Николаевич — Артист Государственного русского драматического театра Республики Мордовия

## 14 марта 1994 — Указ № 1994,0524[12]
- Гарамов Владимир Алексеевич — Артист Большого Московского государственного цирка на проспекте Вернадского
- Гурьянов Виктор Алексеевич — Артист Большого Московского государственного цирка на проспекте Вернадского
- Диаманди Александр Михайлович — Артист Государственной компании «Российский цирк», город Москва
- Ермаченков Юрий Васильевич — Артист Государственной компании «Российский цирк», город Москва
- Кальман Илья Иосифович — Главный дирижёр Курского государственного цирка
- Кулаков Владимир Александрович — Артист Большого Московского государственного цирка на проспекте Вернадского
- Петренко Василий Васильевич — Главный дирижёр Владивостокского государственного цирка, Приморский край
- Симонова Фаина Васильевна — Артистка Государственной компании «Российский цирк», город Москва
- Тимченко Василий Пантелеевич — Артист Государственной компании «Российский цирк», город Москва
- Хайлафов Александр Николаевич — Артист Большого Московского государственного цирка на проспекте Вернадского

## 14 марта 1994 — Указ № 1994,0537[13]
- Белянушкина Любовь Михайловна — Артистка Государственного русского драматического театра Республики Мордовия
- Камышев Иосиф Петрович — Артист Брянского государственного драматического театра
- Кухарешин Валерий Александрович — Артист Санкт-Петербургского государственного Молодежного театра на Фонтанке
- Мазуренко Елена Сергеевна — Артистка Иркутского драматического театра имени Н. П. Охлопкова
- Михайловский Владимир Менделевич — Артист Российского государственного театра «Сатирикон» имени Аркадия Райкина, город Москва
- Светлова Ольга Николаевна — Артистка Краснодарского государственного театра драмы
- Трубина Светлана Константиновна — Артистка Вологодского областного драматического театра
- Фёдоров Владимир Матвеевич — Артист Новосибирского театра юного зрителя

## 11 апреля 1994 — Указ № 1994,0720[14]
- Александров Евгений Геннадьевич — Артист Санкт-Петербургского государственного театра «Буфф»
- Денисов Игорь Николаевич — Солист оперы Воронежского государственного театра оперы и балета
- Каширский Владимир Викторович — Художественный руководитель, главный дирижёр Пензенского академического хора
- Плотников Станислав Михайлович — Артист Тверского государственного драматического театра
- Тадтаева Людмила Григорьевна — Главный хормейстер Саратовского академического театра оперы и балета

## 11 апреля 1994 — Указ № 1994,0731[15]
- Зименков Александр Александрович — Артист Санкт-Петербургского государственного музыкального театра «Мюзик-холл»
- Попов Пётр Валентинович — Солист балета Воронежского государственного театра оперы и балета
- Харламов Александр Павлович — Артист Санкт-Петербургского государственного музыкального театра «Мюзик-холл»
- Чернобровкина Татьяна Анатольевна — Солистка балета Московского академического музыкального театра имени К. С. Станиславского и Вл. И.Немировича-Данченко

## 11 апреля 1994 — Указ № 1994,0733[16]
- Брусин Леонид Аркадьевич — Артист Тверского государственного драматического театра
- Зезюлинская Людмила Сергеевна — Артистка Новокузнецкого драматического театра, Кемеровская область
- Клипп Юрий Аркадьевич — Артист Ярославского государственного театра юного зрителя
- Рычкова Вера Дмитриевна — Артистка Тверского государственного драматического театра
- Чигасов Николай Иванович — Артист Вологодского областного драматического театра

## 11 апреля 1994 — Указ № 1994,0745[17]
- Александрова Наталья Евгеньевна — Солистка Челябинского государственного концертного объединения
- Вялков Сергей Иванович — Солист оперы Екатеринбургского государственного академического театра оперы и балета
- Друзякин Валерий Фёдорович — Солист Ростовского государственного театра музыкальной комедии
- Канюка Анатолий Романович — Солист Чувашского государственного музыкального театра
- Левицкий Ярослав Игоревич — Профессор Астраханской государственной консерватории
- Поливода Лев Абрамович — Солист Калужской областной филармонии
- Прытин Станислав Павлович — Солист Московского государственного концертного объединения «Москонцерт»
- Сорокоумовская Мария Александровна — Солистка Московской государственной филармонии
- Шапарь Иван Платонович — Солист оперы Московского академического музыкального театра имени К. С. Станиславского и Вл. И.Немировича-Данченко

## 11 апреля 1994 — Указ № 1994,0755[18]
- Вепринцев Владимир Андреевич, Подполковник — Начальник, военный дирижёр Образцово-показательного оркестра Пограничных войск Российской Федерации
- Ильичев Александр Алексеевич, Прапорщик — Концертмейстер Образцово-показательного оркестра Пограничных войск Российской Федерации

## 28 апреля 1994 — Указ № 1994,0837[19]
- Балык Владимир Антонович — Доцент Астраханской государственной консерватории
- Глебов Александр Васильевич — Артист Тюменского государственного театра кукол и масок
- Гочияева Любовь Солтан-Хамитовна — Артистка Карачаевского драматического театра, Карачаево-Черкесская Республика
- Губанищев Станислав Георгиевич — Артист театра «Омнибус» города Златоуста Челябинской области
- Ерёмина Галина Викторовна — Артистка Государственного Оренбургского русского народного хора
- Иванова Елена Энгельсовна — Артистка Ивановского государственного театра кукол
- Копылов Виктор Фёдорович — Балетмейстер-постановщик Государственного Оренбургского русского народного хора
- Кременский Вадим Леопольдович — Артист Театра балета Государственного Кремлёвского Дворца, город Москва
- Сафонов Станислав Николаевич — Артист Новокузнецкого драматического театра, Кемеровская область
- Фирстова Елена Борисовна — Артистка Нижегородского театра юного зрителя

## 6 января 1994 — Указ № 1994,0038[20]
- Грахова Марта Михайловна — Артистка Московского театра мимики и жеста
- Митрофанов Геннадий Дмитриевич — Артист Московского театра мимики и жеста
- Слипченко Михаил Петрович — Артист Московского театра мимики и жеста
- Щекочихина Ольга Леонидовна — Артистка Московского театра мимики и жеста

## 26 мая 1994 — Указ № 1994,1030[21]
- Аверюшкин Андрей Николаевич — Артист Большого Московского государственного цирка на проспекте Вернадского
- Аскарян Азиз Михайлович — Артист Государственной компании «Российский цирк», город Москва
- Будницкий Геннадий Аркадьевич — Артист Государственной компании «Российский цирк», город Москва
- Ефимов Альберт Викторович — Артист Большого Московского государственного цирка на проспекте Вернадского
- Запашная Эллен Мстиславовна — Артистка Государственной компании «Российский цирк», город Москва
- Запашный Мстислав Мстиславович — Артист Государственной компании «Российский цирк», город Москва
- Майоров Игорь Александрович — Артист Большого Московского государственного цирка на проспекте Вернадского
- Хачатрян Геворг Папинович — Артист Государственной компании «Российский цирк», город Москва
- Черниевский Вячеслав Казимирович — Артист Государственной компании «Российский цирк», город Москва

## 26 мая 1994 — Указ № 1994,1031[22]
- Аленькая Елена Владимировна — Артистка Волгоградского симфонического оркестра
- Амозова Ирина Михайловна — Артистка Волгоградского симфонического оркестра
- Вахрамеева Галина Ивановна — Доцент Московской государственной консерватории имени П. И. Чайковского
- Вергунова Ольга Ильинична — Артистка Государственного русского концертного оркестра «Боян», город Москва
- Иванова Ольга Дмитриевна — Концертмейстер Самарского академического театра оперы и балета
- Кузнецов Михаил Михайлович — Солист оперы Воронежского государственного театра оперы и балета
- Окулова Беатриса Васильевна — Доцент Ярославского государственного театрального института

## 3 июня 1994 — Указ № 1994,1124[23]
- Жовтый Виктор Васильевич — Артист Архангельского областного театра драмы имени М. В. Ломоносова
- Ильина Светлана Семёновна — Артистка муниципального театра драмы и комедии «Наш дом» города Озерска Челябинской области
- Капранов Александр Владимирович — Артист Томского областного театра куклы и актера «Скоморох»
- Коротицкая Татьяна Петровна — Артистка Белгородского государственного театра кукол
- Кузина Ирина Павловна — Артистка Тюменского государственного театра кукол и масок
- Кухлевская Тамара Константиновна — Артистка театра кукол «Золотой ключик», Красноярский край
- Рабчевский Пётр Юрьевич — Артист Ярославского государственного театра юного зрителя
- Саакян Нина Александровна — Артистка Ивановского областного драматического театра
- Стрелкова Светлана Сергеевна — Артистка Новосибирского драматического театра «Красный факел»
- Уладаева Цэрэмжэ Уладаевна — Артистка Бурятского государственного академического театра драмы имени Х.Намсараева
- Шкрабак Татьяна Сергеевна — Артистка театра «Ангажемент», Ростовская область

## 3 июня 1994 — Указ № 1994,1125[24]
- Зырянова Ирина Васильевна — Солистка балета Санкт-Петербургского театра балета под руководством Б.Эйфмана
- Калмыкова Ольга Анатольевна — Солистка балета Санкт-Петербургского театра балета под руководством Б.Эйфмана
- Кильдюшева Ирина Владимировна — Артистка балета Свердловского академического театра музыкальной комедии
- Фролова Татьяна Александровна — Солистка балета Воронежского государственного театра оперы и балета
- Цветков Сергей Валентинович — Солист балета Нижегородского театра оперы и балета имени А. С. Пушкина

## 3 июня 1994 — Указ № 1994,1126[25]
- Лямкин Владимир Владимирович — Солист, руководитель оркестровой группы ансамбля песни и пляски Сибирского военного округа
- Мегрелишвили Мераб Даниелович — Солист ансамбля песни и пляски Московского округа противовоздушной обороны
- Оголихин Валерий Юрьевич — Солист балета ансамбля песни и пляски Сибирского военного округа

## 6 июля 1994 — Указ № 1994,1438[26]
- Верин Владимир Васильевич — Солист Саратовского государственного академического театра оперы и балета
- Гавриленков Эдуард Леонардович — Артист Саратовской областной филармонии
- Егорова Галина Григорьевна — Художественный руководитель творческого объединения «Русская музыка», город Москва
- Ерофеева Светлана Евгеньевна — Солистка Московского государственного концертного объединения «Москонцерт»
- Лукьянова Надежда Павловна — Артистка Государственного русского концертного оркестра «Боян», город Москва
- Пешков Сергей Фёдорович — Солист Екатеринбургского муниципального музыкально-концертного предприятия «Камерный оркестр»

## 6 июля 1994 — Указ № 1994,1444[27]
- Алпатов Макар (Марк) Леонидович — Артист «Артагентства» Союза концертных деятелей города Санкт-Петербурга
- Попенков Василий Анатольевич — Директор Нижегородского театра «Комедия»
- Тонков Вадим Сергеевич — Артист Московского государственного концертного объединения «Москонцерт»
- Хабалов Олег Тимофеевич (Александр Татарканович) — Артист Московского музыкально-драматического цыганского театра «Ромэн»

## 6 июля 1994 — Указ № 1994,1445[28]
- Байгулов Виктор Гаврилович — Артист Приморского Камерного театра драмы
- Долинский Владимир Абрамович — Артист Московского театра «У Никитских ворот»
- Иванова Татьяна Борисовна — Артистка Российского государственного академического театра драмы имени Ф. Г. Волкова, Ярославская область
- Исаева Татьяна Ивановна — Артистка Российского государственного академического театра драмы имени Ф. Г. Волкова, Ярославская область
- Мартьянова Людмила Ананьевна — Артистка Московского областного театра кукол
- Фомичёва (Москвитина) Ольга Георгиевна — Артистка Московского театра имени М. Н. Ермоловой
- Смирнов Вадим Александрович — Артист Магнитогорского театра куклы и актера «Буратино», Челябинская область
- Томашевская Татьяна Евгеньевна — Артистка Санкт-Петербургского театра кукол-марионеток
- Уралова Евгения Владимировна — Артистка Московского театра имени М. Н. Ермоловой

## 6 июля 1994 — Указ № 1994,1446[29]
- Абрамова Лидия Павловна — Преподаватель Высшего музыкального училища имени М. М. Ипполитова-Иванова, город Москва
- Гольдес Олег Михайлович — Солист концертного ансамбля «Возрождение», Астраханская область
- Гудкова Галина Георгиевна — Солистка оперы Челябинского театра оперы и балета имени М. И. Глинки
- Зыков Владимир Александрович — Артист Государственного академического симфонического оркестра под управлением Е.Светланова, город Москва
- Капитонов Георгий Владимирович — Артист Государственного академического симфонического оркестра под управлением Е.Светланова, город Москва
- Каргатова Светлана Викторовна — Солистка Саратовского государственного академического театра оперы и балета
- Слесарев Юрий Степанович — Доцент Московской государственной консерватории имени П. И. Чайковского
- Трофимов Анатолий Яковлевич — Доцент Уральской государственной консерватории имени М. П. Мусоргского, Свердловская область
- Фадеева Валентина Егоровна — Преподаватель Московского музыкального колледжа
- Холодная Ольга Константиновна — Преподаватель Академии хорового искусства, город Москва
- Швецов Никита Сергеевич — Артист Саратовской областной филармонии
- Шишонков Александр Александрович — Преподаватель Академии хорового искусства, город Москва

## 6 июля 1994 — Указ № 1994,1450[30]
- Алёхина Галина Александровна — Артистка Новосибирского драматического театра «Красный факел»
- Андреева Лариса Венедиктовна — Артистка Курганского областного драматического театра
- Башуров Александр Петрович — Артист Курганского областного драматического театра
- Егорова Наталья Сергеевна — Артистка Московского художественного академического театра имени А. П. Чехова
- Иванов Владимир Владимирович — Артист Государственного академического театра имени Евг. Вахтангова
- Литвинова Татьяна Викторовна — Артистка Белгородского государственного театра кукол
- Мазуркевич Ирина Степановна — Артистка Санкт-Петербургского государственного академического театра комедии имени Н. П. Акимова
- Токуренова Нина Гармаевна — Артистка Государственного Бурятского академического театра драмы имени Х.Намсараева
- Фирстов Анатолий Петрович — Артист Нижегородского академического театра драмы имени М.Горького
- Шавкунова Галина Ивановна — Артистка Коми-Пермяцкого драматического театра имени М.Горького
- Яковлев Виктор Иванович — Артист Тверского государственного театра для детей и юношества

## 29 августа 1994 — Указ № 1994,1770[31]
- Бессонов Пётр Сергеевич — Главный дирижёр Волгоградского государственного цирка
- Захарова Зоя Дмитриевна — Артистка Государственной компании «Российский цирк», город Москва
- Минкин Владимир Борисович — Артист Государственной компании «Российский цирк», город Москва
- Осинская Марина Львовна — Артистка Государственной компании «Российский цирк», город Москва

## 29 августа 1994 — Указ № 1994,1771[32]
- Баскаков Игорь Владимирович — Артист Кировского государственного театра юного зрителя — «Театра на Спасской»
- Гордон Алла Аверьяновна — Артистка Минусинского драматического театра, Красноярский край
- Гуртовенко Надежда Ивановна — Артистка Ногинского государственного драматического театра, Московская область
- Дараганова Елена Владимировна — Артистка Читинского областного театра кукол
- Кириллова Тамара Юрьевна — Артистка Нижегородского государственного академического театра драмы имени М.Горького
- Тимцуник Леонид Фёдорович — Артист Российского государственного театра «Сатирикон» имени Аркадия Райкина, город Москва
- Швыряев Юрий Алексеевич — Артист Мурманского областного театра драмы

## 29 августа 1994 — Указ № 1994,1779[33]
- Осадчий Сергей Владимирович — Балетмейстер ансамбля песни и пляски Дальневосточного военного округа
- Халецкий Яков Аркадьевич — Артист Центрального академического театра Российской Армии

## 29 августа 1994 — Указ № 1994,1780[34]
- Бизева Наталья Васильевна — Солистка Московского государственного концертного объединения «Москонцерт»
- Гладилина Елена Вильгельмовна — Доцент Московской государственной консерватории имени П. И. Чайковского
- Маркова Нина Васильевна — Солистка Мордовской государственной филармонии
- Поломский Юрий Юрьевич — Дирижёр Красноярского театра музыкальной комедии
- Савченков Виктор Семёнович — Солист Красноярского театра музыкальной комедии
- Степанов Алексей Михайлович — Дирижёр Государственного академического Большого театра России, город Москва
- Хохлова Татьяна Александровна — Солистка Нижегородского государственного театра оперы и балета имени А. С. Пушкина
- Юрин Владимир Васильевич — Солист Краснодарского театра оперетты

## 29 августа 1994 — Указ № 1994,1783[35]
- Евграфов Виктор Иванович — Артист, Самарская область
- Пятков Александр Александрович — Артист Государственного театра киноактера, город Москва
- Чернов Юрий Николаевич — Артист, город Москва

## 29 августа 1994 — Указ № 1994,1784[36]
- Алабина Инна Ильинична — Артистка Государственного академического театра имени Евг. Вахтангова, город Москва
- Жорина Лариса Ивановна — Артистка Санкт-Петербургского театра кукол-марионеток
- Земляникин Владимир Михайлович — Артист Московского театра «Современник»
- Ильин Александр Адольфович — Артист Московского академического театра имени Вл. Маяковского
- Колесников Сергей Валентинович — Артист Московского Художественного академического театра имени А. П. Чехова
- Полякова Людмила Петровна — Артистка Государственного академического Малого театра России, город Москва
- Романов Борис Леонидович — Артист Московского театра «Эрмитаж»
- Сергеева Вера Ивановна — Артистка Новосибирского государственного драматического театра «Старый Дом»
- Этуш Раиса Владимировна — Артистка Московского академического театра сатиры

## 29 августа 1994 — Указ № 1994,1785[37]
- Перетокин Марк Владимирович — Солист балета Государственного академического Большого театра России, город Москва
- Потапович Елена Михайловна — Артистка балета Челябинского театра оперы и балета имени М. И. Глинки
- Шарков Михаил Юрьевич — Солист балета Государственного академического Большого театра России, город Москва

## 12 сентября 1994 — Указ № 1994,1876[38]
- Мальцев Руслан Михайлович — Артист фортепианного квартета «Гран» Государственной филармонии на Кавказских Минеральных Водах
- Чученко Николай Евдокимович — Артист фортепианного квартета «Гран» Государственной филармонии на Кавказских Минеральных Водах

## 13 сентября 1994 — Указ № 1994,1893[39]
- Барков Евгений Николаевич — Артист Государственной гастрольно-концертной организации «Нева — концерт», город Санкт-Петербург
- Баркова Галина Павловна — Артистка Государственной гастрольно-концертной организации «Нева — концерт», город Санкт-Петербург
- Блок Людмила Александровна — Артистка Хабаровского краевого театра музыкальной комедии
- Гремицкая Светлана Александровна — Артистка Государственного Оренбургского русского народного хора
- Кевкей Василий Петрович — Артист Государственного чукотско-эскимосского ансамбля «Эргырон»
- Никифорова Ирина Викторовна — Артистка Хабаровской краевой филармонии
- Энтина Евгения Исааковна — Концертмейстер оркестра Российского государственного академического театра драмы имени А. С. Пушкина, город Санкт-Петербург

## 13 сентября 1994 — Указ № 1994,1894[40]
- Бессонов Александр Фёдорович — Артист Алтайского государственного оркестра русских народных инструментов «Сибирь»
- Волчок Михаил Симонович — Солист Московского государственного концертного объединения «Москонцерт»
- Ворон Борис Сергеевич — Преподаватель Высшего государственного музыкального училища имени Гнесиных, город Москва
- Замятин Пётр Павлович — Артист симфонического оркестра Алтайской государственной филармонии
- Пахова Татьяна Геннадьевна — Артистка Государственного академического Северного русского народного хора, Архангельская область
- Протопопова Татьяна Александровна — Солистка Самарского государственного академического театра оперы и балета
- Пырков Евгений Алексеевич — Артист оркестра Новосибирского государственного академического театра оперы и балета
- Райх Виктория Львовна — Солистка театра оперетты Кузбасса, Кемеровская область
- Чайковская Мария Константиновна — Профессор Московской государственной консерватории имени П. И. Чайковского
- Шевцов Виктор Александрович — Артист камерного оркестра Вологодской детской филармонии
- Юровская Тамара Петровна — Концертмейстер Академического мужского хора участников Великой Отечественной войны, город Москва

## 13 сентября 1994 — Указ № 1994,1895[41]
- Гатилов Николай Фёдорович — Первый концертмейстер Академического Большого симфонического оркестра
- Гончаров Владимир Ульянович — Солист Академического Большого симфонического оркестра
- Николаев Юрий Александрович — Комментатор студии музыкальных и развлекательных программ
- Фирсов Георгий Захарович — Второй концертмейстер Академического Большого симфонического оркестра
- Хлебников Андрей Николаевич — Диктор студии «Радио-1»

## 28 октября 1994 — Указ № 1994,2021[42]
- Даржаа Надежда Фёдоровна — Артистка балета ансамбля «Саяны», Республика Тыва
- Кежиктиг Демир-оол Бадарчиевич — Артист ансамбля «Саяны», Республика Тыва
- Монгуш Борис Чолдак-Хунаевич — Артист ансамбля «Саяны», Республика Тыва
- Монгуш Донгак Севекович — Артист балета эстрадно-цирковой группы «Чалыы-Назын», Республика Тыва
- Ондар Конгар-оол Борисович — Артист фольклорно-этнографического ансамбля «Тыва», Республика Тыва
- Ховалыг Кайгал-оол Ким-оолович — Артист фольклорно-этнографического ансамбля «Тыва», Республика Тыва
- Шириин-оол Хертек Олбезекович — Артист республиканского музыкально-драматического театра имени В.Кок-оола, Республика Тыва

## 25 ноября 1994 — Указ № 1994,2118[43]
- Ущаповский Николай Фёдорович, Подполковник — Начальник военно-оркестровой службы штаба Ленинградского военного округа
- Янковская Ольга Николаевна — Солистка хора ансамбля песни и пляски Ракетных войск «Красная Звезда» Министерства обороны Российской Федерации
- Ященко Марина Борисовна — Артистка балета ансамбля песни и пляски Ракетных войск «Красная Звезда» Министерства обороны Российской Федерации

## 26 ноября 1994 — Указ № 1994,2126[44]
- Василиади Моисей Филиппович — Артист Омского государственного академического театра драмы
- Евстратенко Светлана Васильевна — Артистка Омского областного театра куклы, актера, маски «Арлекин»
- Казакова Татьяна Вячеславовна — Артистка Омского государственного драматического театра «Пятый театр»
- Корчинская Клара Евгеньевна — Доцент Уральской государственной консерватории имени М. П. Мусоргского, Свердловская область
- Кравченко Александр Куприянович — Артист Воркутинского государственного драматического театра, Республика Коми
- Лукьянова Надежда Владимировна — Артистка Владимирского областного театра кукол
- Могильницкая Людмила Константиновна — Солистка Государственной филармонии на Кавказских Минеральных Водах, Ставропольский край
- Никитинская Вера Константиновна — Артистка Архангельского областного театра кукол
- Остапов Владимир Григорьевич — Артист Омского государственного драматического театра «Пятый театр»
- Салеидзе Георгий Тарасович — Солист Омского государственного музыкального театра
- Торопов Владимир Николаевич — Артист Владимирского областного театра кукол
- Торопова Наталья Леонидовна — Артистка балета Омского государственного музыкального театра
- Трусов Анатолий Иванович — Артист Государственного Донского казачьего театра города Волгограда
- Шибнев Владимир Геннадьевич — Артист Нижнетагильского театра кукол, Свердловская область

## 1 декабря 1994 — Указ № 1994,2139[45]
- Авксентьев Константин Евгеньевич — Солист Московского государственного концертного объединения «Москонцерт»
- Александров Вадим Александрович — Артист Московского театра под руководством О.Табакова
- Александров-Серж Святослав Юрьевич — Артист Государственной компании «Российский цирк», город Москва
- Берданосова Ирина Алексеевна — Артистка Московского государственного концертного объединения «Москонцерт»
- Берман Александр Зиновьевич — Артист Иркутского областного драматического театра имени Н. П. Охлопкова
- Борисова Елена Александровна — Артистка Российского государственного экспериментального «Театра на Покровке», город Москва
- Бочаров Александр Дмитриевич — Солист Краснодарского театра оперетты
- Бояринов Павел Георгиевич — Артист Государственной компании «Российский цирк», город Москва
- Бреньков Александр Алексеевич — Солист Калужской областной филармонии
- Васьков Михаил Юрьевич — Артист Государственного академического театра имени Евг. Вахтангова, город Москва
- Вильевок Михаил Яковлевич — Концертмейстер Академического симфонического оркестра Ростовской областной филармонии
- Воробьёва Валентина Васильевна — Артистка Саратовского театра кукол «Теремок»
- Воробьёва Надежда Васильевна — Солистка оперы Челябинского театра оперы и балета имени М. И. Глинки
- Гарин (Герштейн) Юрий Михайлович — Артист Московского государственного концертного объединения «Москонцерт»
- Голышев Юрий Иванович — Артист Московской государственной филармонии
- Гординская Наталья Николаевна — Артистка Ростовского академического театра драмы имени М.Горького
- Горин Александр Петрович — Артист Государственной компании «Российский цирк», город Москва
- Гостищев Владислав Дмитриевич — Артист Костромского государственного драматического театра имени А. Н. Островского
- Грецов Юрий Владимирович — Артист Воронежского государственного театра юного зрителя
- Гришечкин Вячеслав Германович — Артист Московского театра на Юго-Западе
- Гугкаев Руслан Петрович — Артист Государственной компании «Российский цирк», город Москва
- Гулиева Инара Александровна — Солистка Московского государственного академического театра оперетты
- Дедова Лариса Сергеевна — Доцент Московской государственной консерватории имени П. И. Чайковского
- Дерябкин Владимир Игнатьевич — Артист Государственной компании «Российский цирк», город Москва
- Довгань Виталий Алексеевич — Режиссёр-постановщик Центра циркового искусства Государственной компании «Российский цирк»
- Дрожников Виктор Александрович — Концертмейстер группы флейт оркестра Самарского государственного академического театра оперы и балета
- Затопляев Валерий Петрович — Артист Читинского областного театра кукол
- Земсков Николай Александрович — Артист Государственной компании «Российский цирк», город Москва
- Калинин Юрий Михайлович — Концертмейстер группы ударных инструментов симфонического оркестра Саратовской областной филармонии
- Калинина Валентина Николаевна — Солистка Московского государственного академического театра оперетты
- Кантемирова Каджана Хасанбековна — Артистка Государственной компании «Российский цирк», город Москва
- Касьянов Вячеслав Алексеевич — Артист Государственной компании «Российский цирк», город Москва
- Климова Людмила Николаевна — Артистка Краснодарского камерного хора
- Колупаев Виктор Алексеевич — Солист квартета русских народных инструментов «Парафраз» Рязанской областной филармонии
- Комяков Сергей Евгеньевич — Профессор Астраханской государственной консерватории
- Кондратьева Татьяна Петровна — Артистка Саратовского театра кукол «Теремок»
- Краснокутская Людмила Сергеевна — Артистка Приморского краевого театра кукол
- Крейлис-Петрова Кира Александровна — Артистка Российского государственного академического театра драмы имени А. С. Пушкина, город Санкт-Петербург
- Кремена Владимир Иванович — Артист Государственной компании «Российский цирк», город Москва
- Куприянов Владимир Сергеевич — Главный дирижёр цирка «Веселая арена» Государственной компании «Российский цирк»
- Максимов Евгений Павлович — Художественный руководитель Государственного ансамбля народной музыки, песни и танца «Русский Север» Вологодской областной филармонии
- Мальцев Николай Иванович — Артист Ростовской областной филармонии
- Леонова (Мануковская) Надежда Константиновна — Артистка Воронежского академического театра драмы имени А.Кольцова
- Махмудова Тамила Заидовна — Солистка Московского государственного концертного объединения «Москонцерт»
- Михайлов Юрий Владимирович — Артист Камчатской областной филармонии
- Никитин Виктор Андреевич — Артист Московского драматического театра на Перовской
- Понятовский Борис Борисович — Артист Государственного Еврейского музыкального театра, город Москва
- Привалова Наталья Иосифовна — Солистка Красноярского муниципального театра оперетты
- Рождествин Александр Игоревич — Солист квартета русских народных инструментов «Парафраз» Рязанской областной филармонии
- Руднев Владимир Петрович — Артист, директор, художественный руководитель театра «Иллюзион», город Москва
- Садиков Николай Николаевич — Хормейстер Государственного академического Большого театра России, город Москва
- Семёнова Алла Константиновна — Артистка Курганского театра кукол «Гулливер»
- Серёгин Валерий Николаевич — Артист Пермского государственного театра юного зрителя
- Скородед Людмила Петровна — Артистка Курского драматического театра имени А. С. Пушкина
- Смоляков Андрей Игоревич — Артист Московского театра под руководством О.Табакова
- Соколова Лариса Геннадьевна — Артистка Курского драматического театра имени А. С. Пушкина
- Стариков Виталий Алексеевич — Артист Белгородского государственного драматического театра имени М. С. Щепкина
- Стародубровский Валерий Петрович — Ректор Красноярского государственного института искусств
- Трофимов Василий Егорович — Артист Большого Московского государственного цирка на проспекте Вернадского
- Федотова Ирина Васильевна — Артистка Тульского областного драматического театра имени М.Горького
- Хапчаева Роза Ибрагимовна — Артистка республиканского Карачаевского драматического театра
- Шапиро Семён Михайлович — Артист балета Государственного Еврейского музыкального театра, город Москва
- Шашина Людмила Петровна — Солистка Сочинской государственной филармонии, Краснодарский край
- Эльстон Виктор Александрович — Солист оркестра Государственного академического Большого театра России, город Москва
- Яковлев Вячеслав Михайлович — Художественный руководитель Краснодарского камерного хора
- Якубов Алексей Андреевич — Артист Российского государственного театра «Сатирикон» имени Аркадия Райкина, город Москва

## 29 декабря 1994 — Указ № 1994,2227[46]
- Аджамов Владимир Касумович — Солист балета театра оперы и балета имени М. П. Мусоргского, город Санкт-Петербург
- Аугшкап Татьяна Агриевна — Артистка Московского академического театра имени Вл. Маяковского
- Афанасьев Борис Сергеевич — Артист Государственной компании «Российский цирк», город Москва
- Афанасьева Евгения Николаевна — Артистка Курского областного театра кукол
- Баранова Татьяна Николаевна — Артистка Московской областной филармонии
- Белозеров Игорь Афанасьевич — Артист Новосибирского драматического театра «Красный факел»
- Большов Владимир Иванович — Артист Российского государственного театра «Сатирикон» имени Аркадия Райкина, город Москва
- Вахутинский Марк Борисович — Музыкальный руководитель духовой народной группы Государственного оркестра «Русские узоры» Московской областной филармонии
- Ворожцова Татьяна Александровна — Солистка оперы Новосибирского государственного академического театра оперы и балета
- Гаврилина Лариса Николаевна — Артистка Московского музыкально-эстрадного объединения
- Глинкина Нина Васильевна — Солистка Государственного Камерного музыкального театра «Санкт-Петербург Опера»
- Григорьева Лариса Геннадьевна — Артистка Государственного Сибирского русского народного хора, Новосибирская область
- Гурзо Наталья Сергеевна — Артистка Государственного театра киноактера, город Москва
- Дэльвин Александра Владимировна — Артистка Санкт-Петербургского государственного академического драматического театра имени В. Ф. Комиссаржевской
- Дементьев Алексей Степанович — Артист Государственной компании «Российский цирк», город Москва
- Денисова Ольга Николаевна — Артистка Государственной компании «Российский цирк», город Москва
- Дружина Иван Григорьевич — Артист товарищества «Московский цирк на Цветном бульваре»
- Евдокимов Михаил Сергеевич — Директор, художественный руководитель индивидуального предприятия «Театр Евдокимова», город Москва
- Иванишко Тамара Семёновна — Солист Рязанской областной филармонии
- Кобзев Вячеслав Михайлович — Солист, художественный руководитель музыкально-драматического ансамбля «Созвучие», город Москва
- Кондрашкин Виктор Николаевич — Артист Нижегородского театра юного зрителя
- Корнилова Таисия Анатольевна — Артистка Государственной компании «Российский цирк», город Москва
- Коцуба Сергей Юрьевич — Артист Государственной компании «Российский цирк», город Москва
- Крыгина Надежда Евгеньевна — Солистка Московского государственного концертного объединения «Москонцерт»
- Лапкин Александр Дмитриевич — Солист Новосибирской государственной филармонии
- Лаптева Валентина Николаевна — Артистка Пермского государственного театра юного зрителя
- Марголина Людмила Аркадьевна — Артистка Курского государственного театра кукол
- Мартиросян Завен Григорьевич — Режиссёр-инспектор манежа товарищества «Московский цирк на Цветном бульваре»
- Менялина Ирина Владимировна — Артистка ансамбля русского танца Государственной филармонии Алтая
- Мурашко Александр Александрович — Солист Санкт-Петербургского государственного театра музыкальной комедии
- Плиев Махарбек Солтанович — Художественный руководитель, главный балетмейстер ансамбля народного танца Северо-Осетинского государственного университета имени К. Л. Хетагурова «Иристон», Республика Северная Осетия
- Рубин Георгий Иванович — Артист Санкт-Петербургского государственного академического драматического театра имени В. Ф. Комиссаржевской
- Рябцова Нина Ивановна — Артистка Арзамасского драматического театра, Нижегородская область
- Сапалов Александр Павлович — Солист-инструменталист Амурской областной филармонии
- Сельдюков Виктор Иванович — Солист Государственного Камерного музыкального театра «Санкт-Петербург Опера»
- Семак Алевтина Владимировна — Солистка Санкт-Петербургского государственного театра музыкальной комедии
- Ташков Андрей Евгеньевич — Артист Московского драматического театра имени А. С. Пушкина
- Ташкова Татьяна Александровна — Артистка Государственного театра киноактера, город Москва
- Храпунков Геннадий Владимирович — Артист Московского театра «Эрмитаж»
- Цыганков Александр Андреевич — Солист Московского государственного концертного объединения «Москонцерт»
- Чернов Юрий Валерьянович — Солист Московского государственного концертного объединения «Москонцерт»